# Ondrej Štefanko
Ondrej Ján Štefanko (n. 18 martie 1949, Timișoara, România – d. 20 februarie 2008, Nădlac, Arad, România) a fost un poet, eseist și traducător român de origine slovacă.

## Biografie
A trăit toată viața în orașul Nădlac, unde, până în 1989, a predat fizică și chimie. Din 1974 a condus cercul literar slovac din Nădlac. În România postsocialistă a fondat prima revistă slovacă Naše snahy (1990) și a condus Uniunea Democratică a Slovacilor și Cehilor din România (UDSCR) în perioada 1993-1996. Štefanko a fost președintele Asociației Scriitorilor, Artiștilor și Personalităților Culturale a Slovacilor din străinătate și a fost și membru al conducerii Societății Mondiale a Slovacilor din Străinătate. În ultima parte a vieții a fost redactor-șef al revistei bilingve Oglinzi paralele- Rovnobežne zrkadla editate de UDSCR.

## Lucrări scrise

### Volume de poezie
- Dva hlasy (1977, împreună cu I. M. Ambrus)
- Stojím pred domom (1980)
- Rozpaky (1983)
- Dva hlasy II alebo dvojhra pre štyri oči a dve perá (1987, împreună cu I. M. Ambrus)
- Reptajúca pokora (1993)
- Zjavenie Jána (1995)
- Doma (1996)
- Na priedomí (1997)
- V kruhu (1997)
- Putovanie hrdzavou krajinou (2000)
- Zelené mlieko roviny (2001)
- Verejné dôvernosti (2005, prima ediție)
- Medzi dvoma domovmi 1. Antológia slovenskej poézie v zahraničí (2008, prima ediție, coautor)

### Eseuri
- Šľachetný erb bláznov (1996)
- Zo zápisníka kacíra nadlackého (1997)
- Medzi dvoma domovmi 3. Antológia slovenskej eseje v zahraničí (2010, prima ediție, coautor)

### Lucrări pentru copii
- Desať strelených rozprávok (Editura Kriterion, 1986)[6]

## Legături externe
- Ondrej Štefanko, litcentrum.sk